# Tranzitní telefonní ústředna Hradec Králové
Tranzitní telefonní ústředna Hradec Králové (TTÚ) je objekt komplex budov postavený v letech 1977–1984 podle projektu architektů Václava Aulického, Jindřicha Malátka a Jiřího Eisenreicha ze společnosti Spojprojekt Praha. Součástí je i televizní vysílač, který byl postaven v roce 1986. Komplex se nachází v Hradci Králové na ulici Akademika Bedrny 365.

## Popis
Tranzitní telefonní ústředna stojí na levém břehu Labe u Labského mostu. Svojí polohou je začleněna do pásu budov, začínající jezem a elektrárnou u labské kotliny a končící budovou městských lázní.
Těmto budovám věnovali architekti mimořádnou pozornost. Je zřejmé již na první pohled, jakou funkci plní každé z křídel. Administrativní část je vztyčená nad půdorysem ve tvaru řeckého kříže a z kontextu tehdejší architektury nijak nevybočuje. Technologická sekce je naopak ostře červená a fascinuje svým nekonvenčním, tvrdě mašinistickým pojetím, násobeným o šestihranné visuté komunikační můstky a dvojici schodišťových věží. Ústředna, jejichž koncepci podtrhuje dvoubarevný obvodový plášť systému FEAL, má stejně tak navržené i vnitřní prostory. Základem je barevné řešení, každého poschodí rozdílně, podle studie Jana Vrány a Vladimíra Šulce, která využívá tapet, lakované juty a tónovaných skel.
Fasády jsou obloženy světlým hliníkovým obkladem a členěny osmiúhelnými okenními otvory, lemovanými subtilními vystupujícími šambránami, okna jsou osazena těsně vedle sebe. Vstupní část, která je umístěna v křídle s ustupujícími hmotami, je nesena dvěma pilíři a střední zdí, která vstup dělí na dvě části. Ve fasádě této hmoty je umístěno pouze jedno okno v zapuštěné svislé ploše.